# Nichollsia kashiense
Nichollsia kashiense is een pissebed uit de familie Hypsimetopidae. De wetenschappelijke naam van de soort is voor het eerst geldig gepubliceerd in 1950 door Chopra & Tiwari.